# Cyhyraeth
Il cyhyraeth, o anche nella forma cyheuraeth (pronuncia: cahàreth), è un'entità spettrale della mitologia gallese, una voce senza corpo che si ode prima della morte di una persona.

## Etimologia
Probabilmente cyhyraeth deriva dal gallese cyhyr, "muscolo", "tendine", "carne" e il suffisso -aeth. Quindi si potrebbe rendere in "scheletro", "spettro", "fantasma".

## Leggende
Le leggende associano il cyhyraeth con una zona attorno al fiume Tywi nel Dyfed orientale e alla costa di Glamorganshire. Il lamento si dice che sia doloroso e sgradevole come i lamenti di un moribondo. Viene sentito per tre volte e ogni volta è sempre più debole. Sulla costa del Glamorganshire si dice che il cyhyraeth si oda prima di un naufragio accompagnato da fuochi fatui.
Come la banshee irlandese e il Cailleach scozzese, il cyhyraeth risuona lontano dalla casa di gallese morente. 
A volte il cyhyraeth è associato alle storie su Gwarch y Rhybin.